# Kesselwandferner
Kesselwandferner är en glaciär i Österrike. Den ligger i förbundslandet Tyrolen, i den västra delen av landet.
Den högsta punkten i närheten är Fluchtkogel, 3 500 meter över havet, norr om Kesselwandferner.
Trakten runt Kesselwandferner består i huvudsak av alpin tundra.